# الرجمة (جبل)
جبل الرجمة هو جبل صغير يقع في تهامة في ديار قبيلة بلقرن في محافظة العرضيات في منطقة مكة المكرمة في المملكة العربية السعودية، وإلى الشرق منه تقع قرية ثلوث عمارة.